# José Ramos Delgado
José Manuel Ramos Delgado (Quilmes, 26 agosto 1935 – Villa Elisa, 3 dicembre 2010) è stato un calciatore e allenatore di calcio argentino, di ruolo difensore.

## Carriera

### Giocatore

#### Club
Cresciuto nel Quilmes, esordisce nei professionisti con la maglia del Lanús nel 1956. Nel 1959 passa al River Plate, dove gioca sette stagioni, mentre nel 1966 si trasferisce al Banfield. Nel 1967 emigra in Brasile con il Santos di Pelé. Dopo aver vinto quattro volte il Campionato Paulista, passa al Portuguesa Santista, dove chiude la carriera nel 1974.

#### Nazionale
Con la Nazionale di calcio dell'Argentina vinse la Taça das Nações del 1964 e partecipò ai Mondiale di Svezia 1958 e Cile 1962. In totale con la maglia albiceleste giocò 25 partite.

### Allenatore
Da allenatore ha allenato il Santos, il Belgrano de Córdoba, il Deportivo Maipú, il Gimnasia y Esgrima de La Plata, l'Estudiantes de La Plata, il River Plate, il Talleres de Córdoba, il Platense, All Boys, i peruviani del Club Universitario e Quilmes.

## Palmarès

### Club

#### Competizioni internazionali
- Supercoppa dei Campioni Intercontinentali: 1

Santos: 1968